# اولشوو-بورکی
اولشوو-بورکی (به لهستانی:  Olszewo-Borki) یک روستا در لهستان است که در گمینا اولشوو-بورکی واقع شده‌است. اولشوو-بورکی ۸۲۰ نفر جمعیت دارد.